# Sommières-du-Clain
Sommières-du-Clain è un comune francese di 819 abitanti situato nel dipartimento della Vienne nella regione della Nuova Aquitania. Si trova sulle rive del Clain.

## Società

### Evoluzione demografica
Abitanti censiti